# Gynnidomorpha stirodelphys
Gynnidomorpha stirodelphys es una especie de polilla tortrícida perteneciente a la tribu Cochylini, de la subfamilia Tortricinae, orden Lepidoptera.
Fue descrita científicamente por el entomólogo Alexey Nikolaievich Diakonoff en 1976. Aparece registrada y publicada en una sección de Zool. Verh. Leiden 144, 7 de 1976.

## Distribución
Se distribuye por Asia, en Nepal, en la zona de Rapti.